# Zodariellum bekuzini
Zodariellum bekuzini är en spindelart som först beskrevs av Andrei B. Nenilin 1985.  Zodariellum bekuzini ingår i släktet Zodariellum och familjen Zodariidae.
Artens utbredningsområde är Uzbekistan. Inga underarter finns listade i Catalogue of Life.